# اتفاقية مناهضة التعذيب
تقع اتفاقية الأمم المتحدة لمناهضة التعذيب وغيره من ضروب المعاملة أو العقوبة القاسية أو اللاإنسانية أو المهينة ضمن مرجعية الأمم المتحدة لحقوق الإنسان.
وهي تهدف إلى منع التعذيب في جميع أنحاء العالم. وتلزم الاتفاقية الدول الأعضاء باتخاذ تدابير فعالة لمنع التعذيب داخل حدودها، ويحظر على الدول الأعضاء اجبار أي إنسان على العودة إلى موطنه إذا كان هناك سبب للاعتقاد بأنه سيتعرض للتعذيب.

وقد اعتمد نص الاتفاقية  من جانب المفوضية السامية للأمم المتحدة في 10 ديسمبر 1984، وبعد تصديق 20  دولة عضو ،دخلت حيز النفاذ في 26 يونيو 1987

وتكريما للاتفاقية، يعد الـ 26 من يونيو الآن اليوم الدولي لمساندة ضحايا التعذيب.

اعتبارا من سبتمبر 2015، فإن 158 دولة عضو قامت بالتصديق على الاتفاقية.

في 2002، وقع توقيع اتفاقية جديدة إضافية تحت اسم البروتوكول الاختياري لاتفاقية مناهضة التعذيب وغيره من ضروب المعاملة أو العقوبة القاسية أو اللاإنسانية أو المهينة (en) ودخل حيز التنفيذ في 2006.